# 维奥库尔
维奥库尔（法語：Viocourt，法語發音：[vjɔkuʁ] ⓘ）是法国大東部大區孚日省的一个市镇，属于讷沙托区。

## 地理
维奥库尔（48°19'31"N, 5°51'45"E）面积4.75 平方千米，位于法国大東部大區孚日省，该省份为法国东北部内陆省份，北起默兹省和默尔特-摩泽尔省，西接上马恩省，南至上索恩省和贝尔福地区省，东临上莱茵省和下莱茵省。
与维奥库尔接壤的市镇（或旧市镇、城区）包括：巴莱维尔、沙特努瓦、韦库尔、莫雷尔迈松、圣保罗。

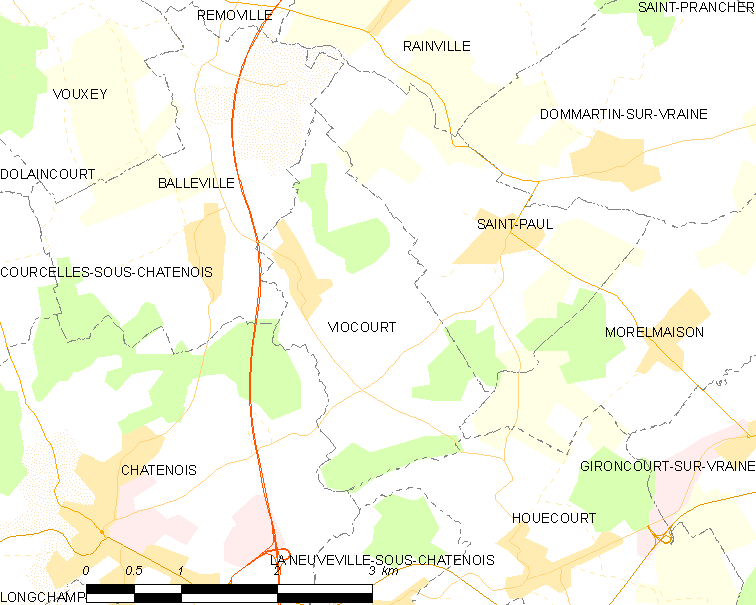
维奥库尔的OSM定位图

维奥库尔的时区为UTC+01:00、UTC+02:00（夏令时）。

## 行政
维奥库尔的邮政编码为88170，INSEE市镇编码为88514。

## 政治
维奥库尔所属的省级选区为米尔库尔县。

## 人口

1962-2008年间维奥库尔人口变化图示

维奥库尔于2022年1月1日时的人口数量为165人。